# Барта, Карой (армейский офицер)
Карой Барта, витязь из Дальнокфальвы (венг. Vitéz dálnokfalvi Bartha Károly; 18 июня 1884 — 22 ноября 1964) — венгерский армейский офицер и политик, занимал должность министра обороны с 1938 по 1942 год.

## Биография
Во время Первой мировой войны занимал высшие армейские руководящие должности в Будапеште и Триесте. В 1919 году участвовал в боях против армий Первой Чехословацкой республики и Королевства Румыния. В августе 1919 года Венгерская советская республика перестала существовать и Карой Барта вступил в Национальную армию во главе с Миклошом Хорти. В 1938 году премьер-министр Венгрии Бела Имреди назначил Кароя Барту министром обороны страны, сменив на этой должности Енё Раца. На этом посту Карой Барта работал до 1942 года.
Карой Барта занимал должность министра обороны в то время, когда произошло много важных событий для Венгрии: Первый Венский арбитраж и Второй Венский арбитраж, оккупация Бачки и Прекмурья, бомбардировка Кошице, после чего Венгрия вступила во Вторую мировую войну в 1941 году. Карой Барта сыграл большую роль в организации массовых убийств на территории Воеводины. В 1942 году Миклош Хорти отправил правительство в отставку из-за их прогерманской позиции, в том числе пришлось уйти и Карою Барте.
После выхода на пенсию Карой Барта не стал продолжать заниматься политической либо военной деятельностью. После окончания Второй мировой войны он был признан Народным трибуналом одним из ответственных за вступление в войну Венгрии. По приговору военного суда был разжалован, а затем его стала преследовать новая коммунистическая власть страны и Карой Барта был вынужден эмигрировать в Венесуэлу, где работал инженером по строительству железных дорог. Скончался в 1964 году во время визита в Линц (Австрия).